# James Turner
Pour les articles homonymes, voir Turner.
James Turner, né le 22 mai 1996 à Penrith en Australie, est un athlète paralympique et footballeur australien, triple champion paralympique et septuple champion du monde.
Il représente l'Australie au sein de l'équipe paralympique de football australienne, les ParaRoos, et il est élu joueur de l'année en 2013.
Aux Jeux paralympiques d'été de 2016, il remporte le 800 m T36 masculin avec un record du monde de 2'02"39. Il remporte une médaille d'or et une médaille d'argent aux Jeux paralympiques de 2020 à Tokyo. Aux championnats du monde de para-athlétisme de 2017 à 2023, il remporte 7 médailles d'or. Il remporte encore deux médailles d'or individuelles aux Jeux paralympiques d'été de 2024 à Paris, au 100 m et au 400 m.

## Biographie

### Jeunesse et formation
James Michael Apsley Turner naît le 22 mai 1996 à Penrith, dans les Nouvelle-Galles du Sud. Il est atteint de paralysie cérébrale. Il grandit à Diamond Beach, en Nouvelle-Galles du Sud. En 2015, il commence un baccalauréat en génie mécanique à l'Université de Wollongong. Il s'installe ensuite à Canberra et y commence un baccalauréat en sciences du sport et de l'exercice à l'Université de Canberra.

### Football handisport
James Turner joue au football à 7 au poste de milieu de terrain, pour l'Etat de Nouvelle-Galles du Sud à partir de 2009, puis pour l'équipe nationale australienne de football à 7, appelés les Pararoos, à partir de 2012. En 2013, il totalise seize sélections et il est nommé joueur de football paralympique de l'année le 13 novembre 2013. L'entraîneur principal des Pararoos, Paul Brown, déclare que « James a de la vitesse et il avance dans les chevauchements pour inquiéter les défenseurs dans leur troisième zone. Il a le potentiel pour être l'un des meilleurs joueurs que l'Australie ait jamais produit s'il reste sur la voie qu'il suit actuellement ».
Les Pararoos sont classés dixièmes au monde mais, en juillet 2014, la Commission australienne des sports arrête le financement du programme de football à 7, arguant que l'équipe a peu de chances de participer aux Jeux paralympiques d'été de 2016, à Rio de Janeiro. Après un tollé général, l'équipe est relancée en 2015 avec un nouveau mode de financement. Malgré les efforts financiers, l'équipe des Pararoos ne réussit pas à se qualifier pour les Jeux de Rio.

### Athlétisme handisport
James Turner commence avec le club d'athlétisme Forster-Tuncurry à l'âge de huit ans ; à 15 ans, il rejoint le programme de course de demi-fond AWD de la Hunter Academy of Sport. En 2015, James Turner se consacre à l'athlétisme sur les encouragements d'Athletics Australia, qui le classe comme athlète T36. Il est d'abord entraîné par Marie Kay, puis à partir de 2016 par Brett Robinson à Wollongong, en Nouvelle-Galles du Sud.
Aux championnats australiens d'athlétisme en mars 2016, il court le 800 m en 2'08"90, ce qui lui vaut une qualification paralympique. Lors du Grand Prix IPC à Canberra en février, il réalise un temps encore plus rapide de 2'08"8,. En août 2016, il est annoncé comme sélectionné pour représenter l'Australie aux Jeux paralympiques d'été de 2016 à Rio de Janeiro dans l'épreuve du 800 m Il est classé numéro deux mondial dans cette épreuve.

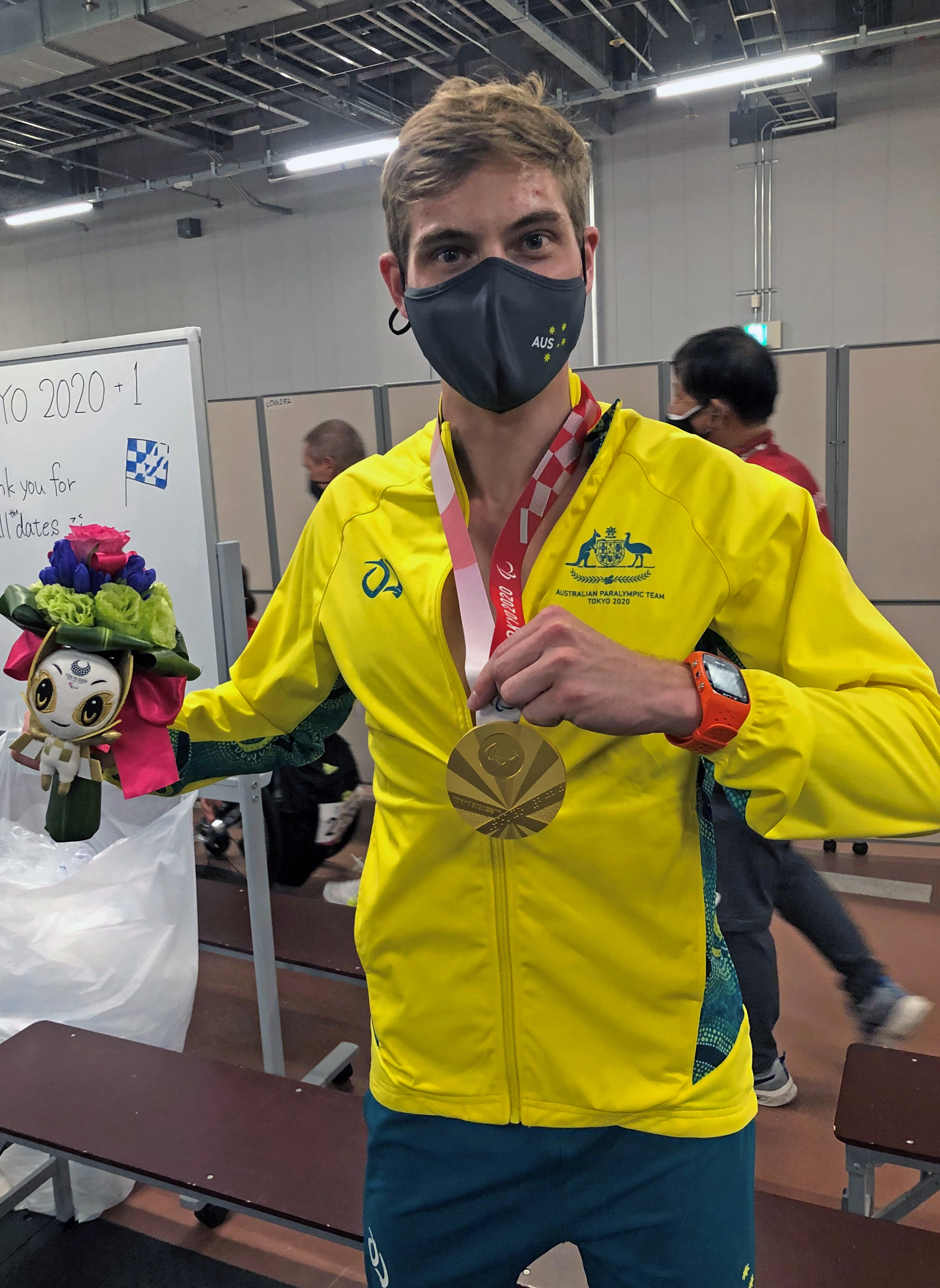
James Turner avec la médaille d'or qu'il remporte aux Jeux paralympiques de Tokyo 2020 dans la catégorie T36 400 m hommes.

Aux Jeux paralympiques d'été de 2016, Turner remporte le 800 m T36 masculin en battant le record du monde en 2'02"39. En décembre 2016, il est nommé recrue paralympique australienne de l'année.
Aux championnats du monde de para-athlétisme de 2017 à Londres, James Turner remporte trois médailles d'or : le 200 m T36 masculin (record du monde de 24"09 (−0,4)), le 400 m T36 masculin et le 800 m T36 masculin,,. Après les championnats du monde de para-athlétisme de Londres 2017, James Turner s'installe à Canberra pour être entraîné par Iryna Dvoskina à l'Australian Institute of Sport.
L'épreuve pour laquelle James Turner a remporté la médaille d'or aux Jeux paralympiques de Rio, le 800 m, n'est pas au programme des Jeux paralympiques de Tokyo 2020. Il se consacre alors sur les distances plus courtes, le 100 m et le 400 m.
Aux championnats du monde de para-athlétisme 2019 à Dubaï, James Turner remporte le 100 m T36 masculin en 11"72 en battant le record du monde, et il enchaîne avec une autre médaille d'or au 400 m T36 masculin avec un record du monde de 51"71,.
James Turner participe aux Jeux paralympiques d'été de 2020 à Tokyo. Il remporte l'or au 400 mètres masculin T36, établissant un nouveau record paralympique avec un temps de 52"80. Il remporte également l'argent au 100 m T36 masculin après s'être qualifié premier de sa série.
Aux championnats du monde de para-athlétisme 2023 à Paris, James Turner a remporté deux médailles d'or dans les épreuves de 100 m et 400 m, toujours en catégorie T36.
James Turner est sélectionné pour participer aux Jeux paralympiques d'été de 2024, à Paris, en France - ses troisièmes Jeux paralympiques. En prélude aux Jeux paralympiques de Paris, il remporte la médaille d'argent au 400 m T36 masculin aux championnats du monde de para-athlétisme 2024, à Kobe, au Japon.
Il remporte deux médailles d'or aux Jeux paralympiques de Paris, le 3 septembre sur 400 m, et le 7 septembre en catégorie T36, en égalant le record paralympique.

## Reconnaissance
- 2016 – Athletics Australia – Para-athlète masculin de l'année[25].
- 2017 – Médaille de l’Ordre d’Australie en 2017[26].
- 2017 – Athletics Australia – Para-athlète masculin de l’année[27].
- 2019 – Athletics Australia – Para-athlète masculin de l’année[28].
- 2021 - CBR Sports Awards - Athlète de l'année - Para Sport.
- 2023 - AIS Sport Performance Awards - Para-athlète masculin de l'année[29] Athletics Australia - Prix Russell Short du para-athlète masculin de l'année[30].
- 2024 - Porte-drapeau avec Lauren Parker lors de la cérémonie de clôture des Jeux paralympiques d'été de 2024 à Paris, France[31].